# 埃德萨之战
埃德萨战役是羅馬帝國與薩珊王朝之間的一場戰役。由於沙普尔一世曾数次率軍進攻羅馬帝國，並且於公元 253年（一說256年）佔領了叙利亚的安条克。 260年，羅馬帝國皇帝瓦勒良率領罗马帝国军队進攻薩珊王朝，並且與沙阿沙普尔一世率領的萨珊王朝军队交戰，結果罗马帝國的军队被萨珊王朝击败，瓦勒良被俘虏。